# Mesudiye, Karapürçek
Mesudiye là một xã thuộc quận Karapürçek, tỉnh Sakarya, Thổ Nhĩ Kỳ. Dân số thời điểm năm 2008 là 847 người.